# Radkov (Svitavyi járás)
Radkov település Csehországban, a Svitavyi járásban. Radkov Rozstání, Gruna és Městečko Trnávka településekkel határos. Lakosainak száma 117 fő (2024. január 1.).

## Népesség
A település lakosságának változását az alábbi diagram mutatja:
| Lakosok száma | 330  | 345  | 303  | 198  | 172  | 123  | 116  | 122  | 117  | 117  |
|               | 1869 | 1890 | 1921 | 1950 | 1980 | 2001 | 2017 | 2019 | 2022 | 2024 |